# Smersh

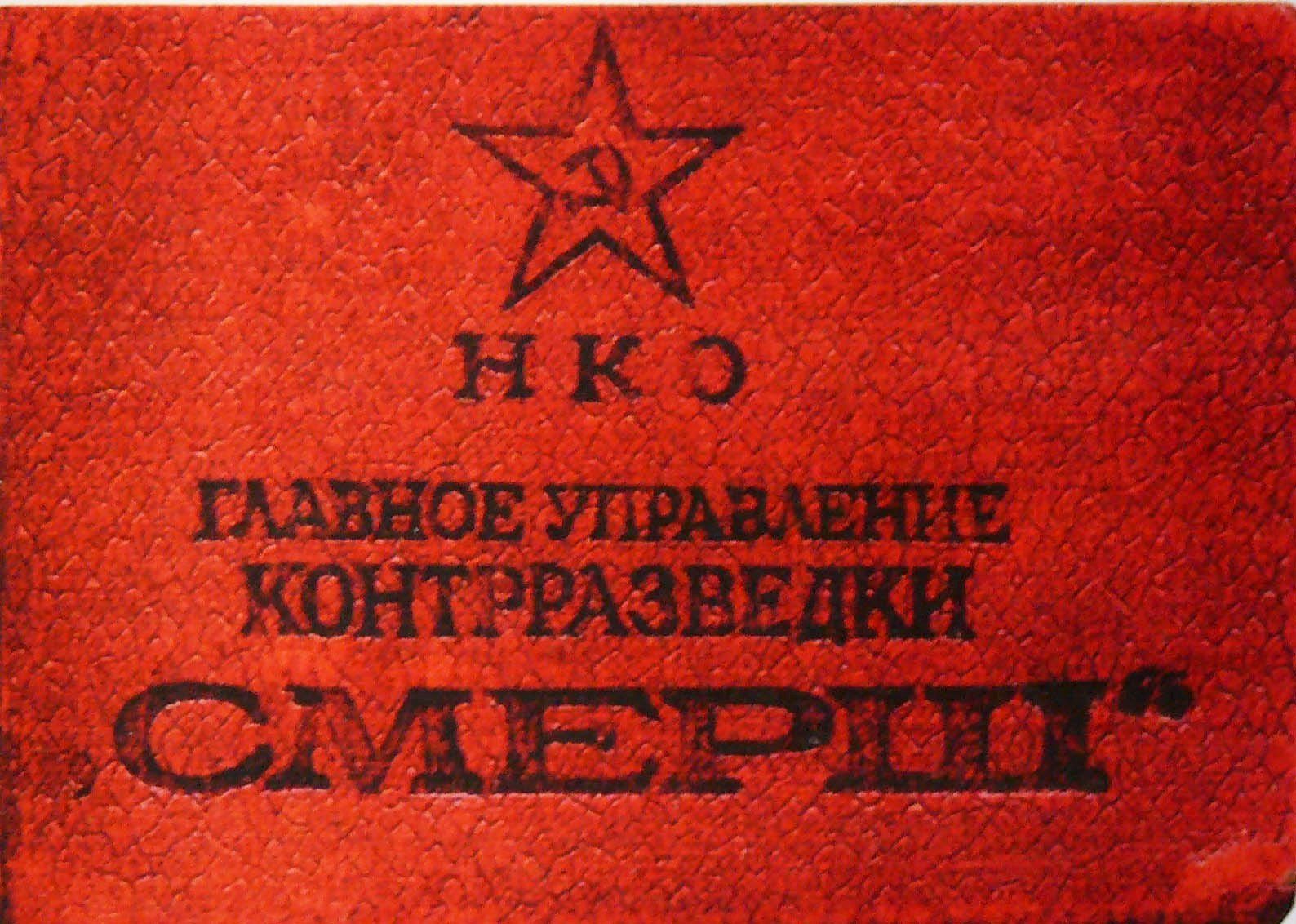
Chứng minh thư của Tổng cục Smersh, 1943

Smersh (tiếng Nga: Смерш) là danh xưng chung cho một số tổ chức phản gián độc lập của Liên Xô trong Thế chiến thứ hai. Các cơ quan này bao gồm:
- Tổng cục Phản gián "Smersh", cơ quan phản gián quân đội, trực thuộc Dân ủy Quốc phòng
- Cục Phản gián Smersh, cơ quan phụ trách phản gián trong hải quân, trực thuộc Dân ủy Hải quân.
- Ban Phản gián Smersh, cơ quan an ninh phản gián, thuộc Dân ủy Nội vụ.

Trong đó, Tổng cục Phản gián Quân đội "Smersh", được biết đến nhiều nhất, do V.S. Abakumov lãnh đạo. Đây là cơ quan Smersh lớn nhất, có nhiều quyền hạn nhất, chỉ chịu trách nhiệm báo cáo trực tiếp cho Ủy viên Nhân dân Quốc phòng, đồng thời cũng là lãnh đạo tối cao của Liên Xô, I.V. Stalin.

## Hình thành
Sau khi Thế chiến thứ hai nổ ra, trước tình hình nguy cơ xảy ra chiến tranh với Đức ngày càng tăng cao, các gián điệp Đức xâm nhập vào lãnh thổ Liên Xô gia tăng hoạt động, công tác phản gián quân sự trong Lực lượng Vũ trang Liên Xô, được giao cho Cục 4 (Bộ phận đặc biệt, Особых отделов - ОО) thuộc Tổng cục An ninh nhà nước (Главное управление государственной безопасности - ГУГБ, GUGB) của Dân ủy Nội vụ (NKVD). Ngày 3 tháng 2 năm 1941, cơ quan này được tách ra khỏi GUGB, trực thuộc trực tiếp NKVD. Phần còn lại của GUGB cũng được tách ra khỏi NKVD để thành lập Dân ủy An ninh nhà nước (Народный комиссариат государственной безопасности - НКГБ, NKGB)
Một cơ quan không chính thức đặc trách hoạt động phản gián chống gián điệp Đức tại Liên Xô được thành lập trên cơ sở Cục 3 Dân ủy Quốc phòng (NKO) và Ban 3 Dân ủy Nội vụ (NKVD). Theo giai thoại, ban đầu cơ quan này có biệt danh là SMERNESH, lấy ý nghĩa là "Bọn gián điệp Đức phải chết!" trong tiếng Nga (Смерть немецким шпионам - СМЕРНЕШ). Tuy nhiên về sau Stalin đã rút gọn lại ý nghĩa "Bọn gián điệp phải chết!" (Смерть Шпионам! -СМЕРШ), hàm ý mở rộng chức năng phản gián chống mọi gián điệp nước ngoài. Hầu hết các tài liệu đều theo giai thoại này. Do đó, thuật ngữ này có thể xuất hiện ở cả hai dạng viết hoa (SMERSH) hoặc viết thường (Smersh).
Theo một số tài liệu, cơ quan này có tên gọi là "Cơ quan đặc nhiệm phản gián" (Специальные Методы Разоблaчения Шпионов - Смерш).

## Tổ chức
Ngày 19 tháng 4 năm 1943, Hội đồng Dân ủy Liên Xô ra Nghị định bí mật số 415-138cc, thành lập các cơ quan sau đây trên cơ sở các ban chuyên trách của NKVD của Liên Xô, bao gồm:
1. Tổng cục phản gián "Smersh" của Dân ủy Quốc phòng Liên Xô, đứng đầu là Ủy viên An ninh nhà nước bậc 2 V. C. Abakumov.
2. Cục Phản gián "Smersh" của Dân ủy Hải quân Liên Xô, đứng đầu là Ủy viên An ninh nhà nước P. A. Gladkov.

Ngày 15 tháng 5 năm 1943, căn cứ theo nghị định trên của Hội đồng Dân ủy, đối với các hoạt động tình báo và biên phòng của các đơn vị vũ trang khác thuộc Dân ủy Nội vụ, một tổ chức "Smersh" thứ 3 được thành lập theo Quyết định số 00856 của NKVD:
1. Ban Phản gián "Smersh" của Dân ủy Nội vụ Liên Xô, Trưởng ban - Ủy viên An ninh nhà nước S. P Yukhimovich.

Ba cơ quan này là các đơn vị phản gián độc lập và trực thuộc lãnh đạo của bộ phận. Tổng cục Phản gián "Smersh" quân sự báo cáo trực tiếp đến Ủy viên Nhân dân Quốc phòng Stalin, Cục Phản gián "Smersh" hải quân trực thuộc Ủy viên Nhân dân Hải quân Kuznetsov, Ban Phản gián "Smersh" nội vụ trực thuộc Ủy viên Nhân dân Nội vụ Beria. Một số nhà nghiên cứu cho rằng Beria và Abakumov đã sử dụng các cơ quan Smersh để kiểm soát lẫn nhau, tuy nhiên điều này chưa được xác nhận bởi các tài liệu từ các nguồn lưu trữ.
Ban đầu, các sĩ quan phản gián thuộc Tổng cục phản gián "Smersh" vẫn mang cấp bậc sĩ quan an ninh NKVD. Điều này rất dễ gây nhầm lẫn do một số danh xưng trong hệ thống cấp bậc An ninh và Hồng quân trùng nhau nhưng lại cấp bậc không tương đương nhau. Vì vậy, ngày 29 tháng 4 năm 1943, Stalin ra Quyết định số 1/ssh, quy định hệ thống cấp bậc quân sự cho các sĩ quan phản gián, thường được gọi là các "Chekist" (cán bộ Cheka), theo hệ thống cấp bậc của Hồng quân. Theo đó các sĩ quan phản gián thuộc Tổng cục Phản gián "Smersh" sẽ mang cấp bậc quân sự tương đương từ cấp Thiếu úy đến Đại tá, tương tự hệ thống cấp bậc của Hồng quân. Tuy nhiên, đối với các lãnh đạo cao cấp của Tổng cục, vẫn duy trì hệ thống cấp bậc Ủy viên An ninh nhà nước cũ của NKVD. Mãi đến năm 1945, các lãnh đạo an ninh cấp cao mới được đồng hóa sang cấp bậc quân sự hoàn toàn.
Tuy nhiên, vẫn tồn tại một số trường hợp sĩ quan phản gián quân sự vẫn mang cấp bậc của an ninh nhà nước. Ví dụ trường hợp Trung tá An ninh nhà nước G. I. Polyakov (được phong cấp ngày 11 tháng 2 năm 1943) từ tháng 12 năm 1943 đến tháng 3 năm 1945 đứng đầu bộ phận phản gián của SMERSH thuộc Sư đoàn súng trường 109.
Nhân viên của cả ba bộ phận Smersh đều sử dụng đồng phục và phù hiệu của các đơn vị quân sự mà họ công tác.

## Bản chất của SMERSH
Năm 1941, Stalin đã ký sắc lệnh Ủy ban Quốc phòng Nhà nước Liên Xô về việc kiểm tra nhà nước đối với các binh sĩ Hồng quân bị bắt hoặc thoát vây từ sau phòng tuyến của quân Đức. Một thủ tục tương tự đã được thực hiện đối với vài bộ phận hoạt động của các cơ quan an ninh nhà nước. Việc thanh lọc của quân đội bao gồm việc xác định những kẻ phản bội, gián điệp và những kẻ đào ngũ trong danh sách. Hoạt động này được thực hiện ngay tại trụ sở của các mặt trận, trong đó các thành viên của các cơ quan Smersh tham gia. Các điểm tập trung kiểm tra được tạo ra để tiếp nhận và xác minh công dân Liên Xô được Hồng quân giải phóng.
Theo một số thông tin, từ năm 1941 đến năm 1945, chính quyền Liên Xô đã bắt giữ khoảng 700 nghìn người - khoảng 70 nghìn người trong số họ đã bị bắn. Cũng có báo cáo rằng vài triệu người đã phải trải qua những cuộc tra tấn của SMERSH và khoảng một phần tư trong số họ cũng bị xử tử . Trong chiến tranh, 101 tướng lĩnh và đô đốc đã bị bắt: 12 người chết trong quá trình điều tra, 8 người được thả vì thiếu chứng cứ, 81 người bị Tòa án quân sự của Tòa án tối cao kết án và một bị xét xử đặc biệt .
Để theo dõi và kiểm soát bất đồng chính kiến, SMERSH đã tạo ra và duy trì cả một hệ thống giám sát công dân ở cả tiền tuyến lẫn hậu phương. Thủ pháp đe dọa thường được dùng để buộc các nạn nhân phải hợp tác với các cơ quan mật vụ. Điều này làm phát sinh nhiều lời buộc tội vô căn cứ chống lại quân đội và thường dân.
SMERSH thường bị mang tiếng xấu như một cơ quan đàn áp. Chúng thường bị phóng đại trong văn học hiện đại. Thực ra Tổng cục phản gián "Smersh" không liên quan gì đến những cuộc đàn áp dân thường, và không thể làm điều đó, vì làm việc với thường dân là đặc quyền của các cơ quan an ninh của NKVD-NKGB. Trái với niềm tin phổ biến, các cơ quan SMERSH không thể kết án bất kỳ ai vào tù hoặc xử tử, vì họ không phải là các cơ quan tư pháp. Các phán quyết được đưa ra bởi tòa án quân sự hoặc ủy ban đặc biệt của NKVD.
Các biệt đội thuộc các cơ quan Smersh không bao giờ được tạo ra, và các nhân viên của Smersh không bao giờ chỉ huy. Vào đầu cuộc chiến, các biện pháp ngăn chặn đã được thực hiện bởi các đơn vị của NKVD để bảo vệ hậu phương quân đội. Năm 1942, các biệt đội phản gián được hình thành tại mỗi tập đoàn quân ở mặt trận. Trên thực tế, chúng thuộc cơ quan mặt trận trong suốt cuộc chiến. Chỉ có một số trường hợp tại các phương diện quân Stalingrad và Tây Nam vào tháng 9-12 năm 1942 có nhân viên của các bộ phận đặc biệt của NKVD giữ vai trò chỉ huy.
Để đảm bảo công tác hoạt động, để bảo vệ những nơi triển khai, hộ tống và bảo vệ những người bị bắt từ các bộ phận của Hồng quân, các cơ quan Smersh được phân bổ: cho bộ phận Smersh thuộc phương diện quân - một tiểu đoàn, thuộc tập đoàn quân - một đại đội, cho quân đoàn, sư đoàn và lữ đoàn - trung đội. Đối với các biệt đội, nhiều trạm, chốt kiểm tra được các nhân viên của Smersh tích cực sử dụng để tìm kiếm các điệp viên tình báo của đối phương. Ví dụ, vào đêm trước các hoạt động tấn công của các mặt trận, các hoạt động kiểm tra dọc theo chiến tuyến trên phạm vi lớn được thực hiện với sự tham gia của các đơn vị Smersh. Trong quá trình sàng lọc như vậy, một số lượng lớn người không có giấy tờ, các binh sĩ đào ngũ và nhân viên quân sự đang giữ các tài liệu quan trọng là đối tượng tìm kiếm của Abwehr, đã bị giam giữ.
Phản gián quân sự "Smersh" đôi khi không chỉ thực hiện nhiệm vụ phản gián mà còn trực tiếp tham gia vào các trận chiến với Đức quốc xã, thường vào những thời điểm quan trọng đã chỉ huy các đại đội và tiểu đoàn đã mất chỉ huy. Nhiều sĩ quan Chekist đã hy sinh trong nhiệm vụ chỉ huy các đơn vị của Hồng quân và Hải quân.
Ví dụ: Thượng úy A.F. Kalmykov, công tác tại tiểu đoàn 310, đã được truy tặng Huân chương Cờ đỏ do thành tích chỉ huy một biệt đội đột kích sâu, tấn công vào một cứ điểm mạnh của quân Đức tại làng Osya, vùng Novgorod. Được sự đồng ý của chỉ huy, nhóm tập kích của Kalmykov đã tấn công bất ngờ, dù bị áp đảo về số lượng và trang bị trước đối phương. Sau khi Hồng quân giải phóng được ngôi làng, ngoài những người lính Liên Xô đã hy sinh, khoảng 300 xác chết của quân Đức đã được tìm thấy, hàng loạt trang thiết bị quân sự bị phá hủy bởi nhóm Kalmykov và hỏa lực của Liên Xô .
Trong chiến tranh, bốn nhân viên "Smersh" đã được trao giải thưởng cao nhất - danh hiệu Anh hùng Liên Xô: Thượng úy Pyotr Zhidkov, Trung úy Grigory Kravtsov, Trung úy Mikhail Krygin, Trung úy Vasily Chebotarev. Tất cả bốn người đều được truy tặng danh hiệu cao quý này.

## Hoạt động

Vụ án SMERSH với cáo buộc của K. A. Chkheidze, mở ra vào ngày 11.6.1945 (sau khi Đức Quốc xã đầu hàng).

Đối thủ chính của SMERSH trong các hoạt động phản gián của nó là Abwehr, cơ quan tình báo và phản gián của Đức năm 1919-1944, hiến binh dã chiến và Tổng cục An ninh Đế chế RSHA, tình báo quân đội Phần Lan.
Hoạt động của các nhân viên Tổng cục Phản gián SMERSH GUKR là cực kỳ nguy hiểm - trung bình, mỗi trường hợp phục vụ là 3 tháng, sau đó có khả năng hy sinh hoặc bị thương. Chỉ trong các trận chiến giải phóng Belarus, 236 người đã thiệt mạng và 136 sĩ quan phản gián quân sự đã mất tích. Sĩ quan phản gián tiền tuyến đầu tiên được trao danh hiệu Anh hùng Liên Xô (truy tặng) là Thượng úy P. A. Zhidkov - sĩ quan điều tra của đơn vị phản gián SMERSH thuộc Tiểu đoàn súng trường cơ giới, Lữ đoàn cơ giới thứ 71, Quân đoàn cơ giới số 9, Tập đoàn quân đoàn xe tăng cận vệ số 3.
Hoạt động chính
Các hoạt động chính của Tổng cục phản gián SMERSH bao gồm sàng lọc các binh sĩ trở về sau khi bị giam cầm, cũng như bóc gỡ sơ bộ ở chiến tuyến từ các đặc vụ Đức và các phần tử chống Liên Xô (cùng với các đơn vị NKVD bảo vệ hậu phương quân đội). SMERSH cũng tham gia tích cực vào việc tìm kiếm, giam giữ và điều tra các trường hợp công dân Liên Xô hành động trong các nhóm vũ trang chống Liên Xô đã chiến đấu về phía Đức, như Quân đội Giải phóng Nga.
Giám sát
Đồng thời, SMERSH cũng giữ vai trò là cảnh sát mật trong quân đội. Mỗi đơn vị có một sĩ quan cảnh sát đặc biệt riêng của họ, người đã tiến hành thu thập, điều tra các binh sĩ và sĩ quan có tiểu sử vấn đề, và tuyển mộ các đặc vụ.
Trò chơi radio
Một hình thức đấu tranh với đối thủ là trò chơi radio. Từ năm 1943 cho đến khi kết thúc chiến tranh, SMERSH đã tiến hành 186 trò chơi radio, đấu trí với lực lượng tình báo và phản gián của Đức Quốc xã. Trong những trò chơi này, hơn 400 nhân viên và đặc vụ Hitler đã bị bắt và hàng chục tấn hàng hóa bị bắt trên lãnh thổ Liên Xô.
Trả thù
Trái với niềm tin phổ biến, SMERSH không thể kết án bất kỳ ai vào tù hoặc xử tử, vì họ không phải là cơ quan tư pháp, vì vậy những người bị giam giữ đã bị thẩm vấn và bắn một cách phi pháp mà không có bất kỳ thủ tục nào, "theo luật thời chiến." Vì những cuộc trả thù chống lại dân chúng không được ghi lại và không được tính đến ở bất cứ đâu, nên số lượng chính xác những kẻ phản bội đối với Tổ quốc bị bắn mà không bị xét xử và điều tra vẫn chưa được biết, - phản gián của Liên Xô không biết thương hại, - Tiến sĩ Khoa học Lịch sử V. L. Telitsyn . Chính thức, tòa án quân sự hoặc Ủy ban đặc biệt về NKVD của Liên Xô đã thông qua các phán quyết, và các sĩ quan phản gián phải nhận lệnh bắt giữ từ Hội đồng quân sự của quân đội hoặc các sĩ quan chỉ huy cấp cao, thậm chí cao nhất - từ Ủy viên Nhân dân Quốc phòng. Tất nhiên, không ai sẽ làm theo thủ tục này, việc giam giữ được thực hiện mà không có bản án và không được gọi là bắt giữ. Do đó, ngay cả các sĩ quan cao cấp, các tướng lĩnh và nguyên soái Liên Xô cũng có thể bị giam giữ 4-8 năm, một lần nữa mà không cần xét xử hay điều tra, chưa kể các nhân viên cao cấp và trung cấp .
Danh tiếng của SMERSH như một cơ quan đàn áp thường được phóng đại trong tiểu thuyết đương đại.

## Vũ khí
Các nhân viên của SMERSH trong thực tế thường ưa thích các loại súng cá nhân, vì một sĩ quan đơn độc với súng máy mọi lúc rất dễ khơi dậy sự tò mò của người khác . Các loại súng ngắn và súng lục ổ quay sau đây là phổ biến nhất:
1. Nagant M1895
2. TT-33
3. Walther PP
4. Luger P08
5. Walther P38
6. Beretta M-34.
7. Lignose, cỡ nòng 6,35 mm.
8. HSc
9. ČZ vz. 38 cỡ nòng 9 mm.
10. Browning Hi-Power

## Tổ chức lãnh đạo Tổng cục phản gián SMERSH

### Tổng cục trưởng
Abakumov, Victor Semenovich (19 tháng 4 năm 1943 - 4 tháng 5 năm 1946), Ủy viên An ninh nhà nước bậc 2, từ ngày 9 tháng 7 năm 1945 - Thượng tướng.

### Phó tổng cục trưởng
- Selivanovsky, Nikolai Nikolayevich (19 tháng 4 năm 1943 - 4 tháng 5 năm 1946), Ủy viên An ninh nhà nước bậc cấp 3, từ ngày 26 tháng 5 năm 1943 - Trung tướng.
- Meshik, Pavel Yakovlevich (19 tháng 4 năm 1943 - 17 tháng 12 năm 1945), Ủy viên An ninh nhà nước bậc 3, từ ngày 26 tháng 5 năm 1943 - Trung tướng.
- Babich, Isai Yakovlevich (19 tháng 4 năm 1943 - 4 tháng 5 năm 1946), Ủy viên An ninh nhà nước, từ ngày 26 tháng 5 năm 1943 - Trung tướng.
- Vrady, Ivan Ivanovich (26 tháng 5 năm 1943 - 4 tháng 5 năm 1946), Thiếu tướng, từ ngày 25 tháng 9 năm 1944 - Trung tướng.

### Trợ lý trưởng
Ngoài các phó tổng cục trưởng, người đứng đầu Tổng cục phản gián SMERSH còn có 16 trợ lý, mỗi người giám sát các hoạt động của một trong những bộ phận phản gián tiền tuyến của SMERSH.

## Cấu trúc
Kể từ tháng 4 năm 1943, các bộ phận sau đây là một phần của Tổng cục Smersh:
- Phân ban 1 - công tác tình báo và hoạt động trong bộ máy trung tâm của Dân ủy Quốc phòng
- Phân ban 2 - sàng lọc các tù nhân chiến tranh, kiểm tra các binh sĩ Hồng quân đang bị giam giữ
- Phân ban 3 - hoạt động chống lại các đặc vụ ném vào hậu phương của Hồng quân
- Phân ban 4 - hoạt động trong bộ máy quân định để xác định các đặc vụ được cài cắm trong Hồng quân
- Phân ban 5 - quản lý công việc của các cơ quan Smersh tại các quân khu
- Phân ban 6 - Điều tra
- Phân ban 7 - kế toán và thống kê hoạt động, xác minh danh pháp quân sự của Ủy ban Trung ương Đảng Cộng sản Liên minh Bolsheviks, NPOs, NKVMF, nhân viên mật mã, nhập học vào công việc bí mật và bí mật, xác minh nhân viên được gửi ra nước ngoài
- Phân ban 8 - thiết bị hoạt động
- Phân ban 9 - tìm kiếm, bắt giữ, giám sát bên ngoài
- Phân ban 10 - Bộ phận "C" - nhiệm vụ đặc biệt
- Phân ban 11 - mã hóa
- Phân ban Chính trị
- Phân ban Nhân sự
- Phân ban Hành chính, tài chính và kinh tế
- Ban thư ký

Nhân sự tại trung tâm Tổng cục Smersh là 646 người .

## Mẫu tài liệu
|  |  |  |  |

## Smersh trong nghệ thuật
Nhờ có nhiều bài báo khoa học và báo chí, tác phẩm văn học và phim truyện, Tổng cục phản gián Smersh (thuộc Dân ủy Quốc phòng) trở thành cơ quan Smersh nổi tiếng nhất của Liên Xô.
- Tiểu thuyết " Tháng tám bốn mươi tư " ("Khoảnh khắc của sự thật") của Vladimir Bogomolov. Nội dung kể về một hoạt động của Smersh trong việc xác định tìm kiếm một nhóm trinh sát địch được thả dù vào hoạt động ở hậu tuyến Hồng quân. Một đặc điểm đặc trưng là tác giả trích dẫn các tài liệu thực mà từ đó thông tin chính thức đã bị xóa (tem bảo mật, nghị quyết, ai truyền, ai chấp nhận, v.v. n.) - báo cáo, điện tín, ghi nhớ, đơn đặt hàng, thông điệp thông tin phản ánh công việc của Smersh về việc tìm kiếm biệt kích dù Đức, nhờ đó cuốn tiểu thuyết có được các tính năng của phim tài liệu. Từ "Smersh" không bao giờ được nhắc đến trong tiểu thuyết.
- Vào tháng 8 năm 44... Bộ phim truyện Nga - Belarus năm 2000 của đạo diễn Mikhail Ptashuk, bộ phim chuyển thể từ tiểu thuyết của Vladimir Bogomolov. Diễn viên: Evgeny Mironov, Vladislav Galkin, Yuri Kolokolnikov và một số diễn viên khác.
- SMERSH - Phim truyền hình (2007), 4 tập. Nội dung kể về hoạt động của các sĩ quan SMERSH nhằm tiêu diệt một nhóm thổ phỉ đang ẩn náu trong những cánh rừng Belarus trong những tháng đầu tiên sau khi Thế chiến thứ hai kết thúc. Đạo diễn Zinovy Roizman. Diễn viên: Andrey Egorov, Anton Makarsky, Anton Semkin, Andrey Sokolov và một số diễn viên khác.
- Bọn gián điệp phải chết - Loạt phim truyền hình (2007-2015), gồm 5 mùa. Phim nói về các hoạt động điều tra phản gián của SMERSH trong Thế chiến thứ hai.
- Smersh - Loạt phim truyền hình sản xuất năm 2019, gồm 3 mùa. Phim nói về các hoạt động đấu trí phản gián giữa sĩ quan Smersh Georgy Volkov và Abwehr Konrad Von Byutzov.

## Văn học
- Michael Mondich. SMERSH (Năm trong trại của kẻ thù), Ed. "Gieo hạt", 1948. Ấn bản thứ hai 1984, 216 tr.
- SMERSH: Tiểu luận lịch sử và tài liệu lưu trữ. - M.: Nhà xuất bản Glavarchive của Moscow; Sách giáo khoa và bản đồ học của OJSC Moscow, 2003.
- The Arc of Fire: Battle of Kursk qua con mắt của Lubyanka. M., CTCP "Sách giáo khoa và bản đồ học Matxcơva", 2003.
- Linder I. B., Abin N. N. Một câu đố cho Himmler: Các sĩ quan SMERSH ở Abwehr và SD. M.: RIPOL cổ điển, 2006.
- Иванов Л. Г. Sự thật về Smersh: Ghi chú của một cuộc phản gián quân sự.   - Ed. Lần 2 và thêm.   - M.: KFK TAMP; LLC Delta NB, 2007.   - 322   với   - 2500 bản.   — SỐ 5-900824-13-6. (trong mỗi.)
- Дегтярев К. MÙA THU.   - M.: Yauza Eksmo, 2009.   - S.   132-549.   - 736   với   - (Bách khoa toàn thư về các dịch vụ đặc biệt).   - 4000 bản.   - SĐT 980-5-699-36775-7.
- Север А. Tử thần chết vì gián điệp! Một cách khác: SMERSH phản gián quân sự trong cuộc chiến tranh vệ quốc vĩ đại.   - Moscow: Eksmo Jauza 2009.   - 480   với   - (Cuộc chiến tranh vệ quốc vĩ đại. SMERSH).   - 4000 bản.   - SĐT 980-5-699-33376-9.
- CUỘC CHIẾN TRANH TUYỆT VỜI 1941-1945, Tập 6 (CẢNH BÁO BÍ MẬT. Tình báo và phản gián trong Chiến tranh Vệ quốc vĩ đại). M.: KUCHKOVO FIELD, 2013, 920 trang., Số 980-5-9950-0340-3.